# 용인 맹리 지석묘
용인 맹리 지석묘(龍仁 孟里 支石墓)는 대한민국 경기도 용인시 처인구 원삼면 맹리에 있는 고인돌이다. 1985년 9월 20일 경기도의 문화재자료 제68호로 지정되었다.

## 개요
지석묘는 청동기시대의 대표적인 무덤으로 고인돌이라고도 부르며, 주로 경제력이 있거나 정치권력을 가진 지배층의 무덤으로 알려져 있다.
우리나라의 고인돌은 4개의 받침돌을 세워 돌방을 만들고 그 위에 거대하고 평평한 덮개돌을 올려 놓은 탁자식과, 땅속에 돌방을 만들고 작은 받침돌을 세운 뒤 그 위에 덮개돌을 올린 바둑판식으로 구분된다.
경기도 용인시 원삼면 맹리의 마을회관 옆에 있는 이 고인돌은 덮개돌의 길이가 3m이다. 현재 덮개돌은 두 조각으로 깨져 그 사이가 벌어져 있는데, 갈라진 면의 위쪽 부분에 네모꼴의 정자국이 있는 것으로 보아 후대에 일부러 깨뜨린 것으로 생각된다. 덮개돌의 윗면에는 크고 작은 알구멍<성혈(性穴)>이 많이 있는데 특히 지름이 30cm 이상의 큰 알구멍이 40여 개나 보인다. 이 알구멍은 어떠한 이유로 만들어졌는지는 확실히 알 수 없으나, 풍년을 기리거나 자식 낳기를 바라는 민간신앙과 연결되었다고 보기도 한다.
현재까지 이 고인돌은 바둑판식으로 알려져 있으나, 깨진 덮개돌 아래쪽과 고인돌 옆에 있는 돌들이 탁자식 고인돌의 받침돌일 가능성도 있기에 더 많은 발굴조사가 이루어질 필요가 있다.

## 참고 문헌
- 용인 맹리 지석묘 - 국가유산청 국가유산포털